# Alonso de Barreda
Alonso de Barreda o de la Barreda (Madrid, s. XV) va ser un noble castellà.
Fill de Pedro González de Barreda, anomenat el Bo o el segon Adam, uns adjectius que Álvarez y Baena també li atorga a Alonso, tot i que sembla que el segon només s'aplicà al seu pare. Va ser el fundador del majorat de la casa de Barreda a la vila de Madrid i l'iniciador de la branca madrilenya de la família. Va estar al servei del rei Enric IV de Castella i va combatre contra els musulmans de la península amb el grau o títol de capità. Es va casar amb la seva cosina Catalina González de Mendoza. Va ser el seu hereu el militar i conquistador Pedro de Barreda.